# Moralzarzal
Moralzarzal – miasto w Hiszpanii we wspólnocie autonomicznej Madryt, na północny zachód od Madrytu. Położone w górach Sierra de Guadarrama. Nazwa miasta pochodzi z połączenia dwóch członów historycznie będących tu miejscowości Fuente del Moral i Zarzal.